# Andrea Sestini Hlaváčková
Andrea Sestini Hlaváčková (solteira: Hlaváčková; 10 de agosto de 1986) é uma ex-tenista profissional tcheca. Seu melhor ranking de todos é o 3º de duplas. Conquistou três títulos do Grand Slam (2 de duplas 1 e de duplas mistas), medalha de prata em duplas nos Jogos Olímpicos de Verão de 2012 e bicampeã da Fed Cup.
Não jogava desde outubro de 2018. Anunciou, em junho de 2022, que voltaria para fazer a despedida oficial no WTA de Praga. Disputado no final de julho, a tcheca entrou em duplas com sua tradicional parceria, Lucie Hradecká. Ganharam um jogo e perderam o seguinte. O último jogo da carreira profissional foi em 28 de julho de 2022, na derrota para Miyu Kato e Samantha Murray, pelas quartas de final do evento de nível WTA 250.

## Vida pessoal
Hlaváčková casou-se com Fabrizio Sestini, ex-tenista italiano e funcionário da WTA, em julho de 2017. Mudou o nome de competição, no final desse ano, para Andrea Sestini Hlaváčková. 
Depois de disputar o WTA Finals de 2018, deu uma pausa na carreira para cuidar da família. Em fevereiro de 2019, anunciou a gravidez do primeiro filho.

## Grand Slam finais

### Duplas: 4 (2 títulos, 2 vices)
| Posição | Ano  | Campeonato    | Piso   | Parceira       | Oponentes                      | Placar              |
| ------- | ---- | ------------- | ------ | -------------- | ------------------------------ | ------------------- |
| Campeã  | 2011 | Roland Garros | Saibro | Lucie Hradecká | Sania Mirza Elena Vesnina      | 6–4, 6–3            |
| Vice    | 2012 | Wimbledon     | Grama  | Lucie Hradecká | Serena Williams Venus Williams | 5–7, 4–6            |
| Vice    | 2012 | US Open       | Duro   | Lucie Hradecká | Sara Errani Roberta Vinci      | 4–6, 2–6            |
| Campeã  | 2013 | US Open       | Duro   | Lucie Hradecká | Ashleigh Barty Casey Dellacqua | 6–7 (4–7), 6–1, 6–4 |

### Duplas Mistas: 1 (1 título)
| Posição | Ano  | Campeonato | Piso | Parceiro   | Oponentes                        | Placar        |
| ------- | ---- | ---------- | ---- | ---------- | -------------------------------- | ------------- |
| Campeã  | 2013 | US Open    | Duro | Max Mirnyi | Abigail Spears Santiago González | 7–6(7–5), 6–3 |

## Olimpíadas

### Duplas: 1 (1 prata)
| Posição | Ano  | Campeonato | Piso  | Parceira       | Oponentes                      | Score    |
| ------- | ---- | ---------- | ----- | -------------- | ------------------------------ | -------- |
| Prata   | 2012 | Londres    | Grama | Lucie Hradecká | Serena Williams Venus Williams | 4–6, 4–6 |

## WTA career finais

### Simples: 1 (1 vice)
| Campeã – Legenda                             |
| -------------------------------------------- |
| Grand Slam (0–0)                             |
| WTA Tour (0–0)                               |
| Tier I / Premier Mandatory & Premier 5 (0–0) |
| Tier II / Premier (0–0)                      |
| Tier III, IV & V / International (0–1)       |

| Títulos por Piso |
| ---------------- |
| Duro (0–0)       |
| Grama (0–0)      |
| Saibro (0–1)     |
| Carpete (0–0)    |

| Posição | N. | Data          | Torneio                              | Piso   | Oponente          | Placar   |
| ------- | -- | ------------- | ------------------------------------ | ------ | ----------------- | -------- |
| Vice    | 1. | 21 Julho 2013 | Gastein Ladies, Bad Gastein, Áustria | Saibro | Yvonne Meusburger | 5–7, 2–6 |